# Chileense presidentsverkiezingen 1846
De Chileense presidentsverkiezingen van 1846 vonden op 18 september van dat jaar plaats. Zittend president Manuel Bulnes Prieto werd herkozen: er waren geen tegenkandidaten.
| Kandidaat                                  | Kandidaat                                  | Kandidaat                                  | Partij | Partij              | Stemmen | Percentage |
| ------------------------------------------ | ------------------------------------------ | ------------------------------------------ | ------ | ------------------- | ------- | ---------- |
|                                            |                                            | Manuel Bulnes Prieto                       |        | Partido Conservador | 132     | 81,48%     |
| Totaal                                     | Totaal                                     | Totaal                                     |        |                     | 164     | 100%       |
| Onthoudingen/ onjuist uitgebrachte stemmen | Onthoudingen/ onjuist uitgebrachte stemmen | Onthoudingen/ onjuist uitgebrachte stemmen |        |                     | 4       |            |

## Bron
- (es)  Elección Presidencial 1846